# Tahine

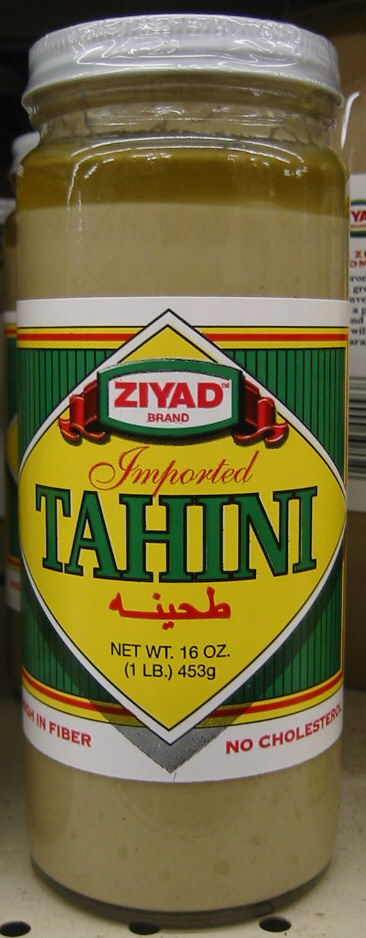
Frasco de taíne.

Taíne, tahine, tahin ou tahini é um creme ou pasta feito de sementes de gergelim (sésamo) muito usado na cozinha do Oriente Médio como complemento de muitos pratos e doces. Por vezes o taíne é misturado com alho esmagado, água e sumo de limão para temperar alguns pratos, como os faláfel.
A primeira menção conhecida do taíne provém do século XIII, como ingrediente de uma receita de Hummus Kasa, no livro de receitas árabe Kitab Wasf al-Atima al-Mutada.

## Informação Nutricional
O taíne é um alimento rico em cálcio, excelente fonte de proteína, fibras, cobre, manganês e o aminoácido metionina. O taíne é também fonte de ômega-3 e ômega-6.
O taíne feito a partir de sementes de gergelim cru tem menos gordura do que o taíne feito a partir de sementes torradas.
Em comparação com a manteiga de amendoim, o taíne tem níveis mais elevados de fibra e cálcio e níveis mais baixos de açúcar e de gorduras saturadas.